# Vytautas Lukša
Vytautas Lukša (ur. 14 sierpnia 1984 w Olicie) – litewski piłkarz występujący na pozycji pomocnika w FK Atlantas, reprezentant kraju.

## Kariera klubowa
Lukša rozpoczął swoją karierę piłkarską w 2001 roku w Dainavie Olita. Dwa lata później przeszedł do Šviesy Wilno, która potem zmieniła nazwę na „FC Vilnius”. W tym klubie grał przez cztery sezony. W 2008 roku występował w FBK Kowno. Po udanych kwalifikacjach do Ligi Mistrzów, w kwietniu 2009 roku trafił do białoruskiego MTZ-RIPA Mińsk. W marcu 2010 r. zawodnik podpisał umowę z ukraińskim Illicziwcem Mariupol. Po zakończeniu sezonu 2009/10 opuścił zespół, a w lipcu parafował kontrakt z Arsenałem Kijów. Następnie reprezentował barwy Taurasa Taurogi i Ekranasa Poniewież.
1 lutego 2013 roku Lukša został piłkarzem Polonii Warszawa. Pół roku później związał się z białoruskim FK Homel.

## Kariera reprezentacyjna
Od 2008 roku Lukša występuje w reprezentacji Litwy. Wcześniej grał dla kadry U-21.

## Sukcesy i odznaczenia

### Sukcesy klubowe
- Baltic League: 2008
- A lyga: 2012